# Gwendolyn Brooks
Gwendolyn Brooks   (Topeka, 7 de juny de 1917 - Chicago, 3 de desembre de 2000) va ser una escriptora i professora estatunidenca. Va guanyar el Premi Pulitzer de poesia el 1950 amb Annie Allen, recull de poemes que descriuen la seva infantesa en un barri negre de Chicago. Va ser la primera afroamericana a rebre aquest honor.

## Obra
- A Street in Bronzeville (1945)
- Annie Allen (1949)
- La Maud Martha (1953), novel·la traduïda al català per Laia Martínez i López[2]
- Bronzeville Boys and Girls (1956), un llibre per a infants
- The Bean Eaters (1960)
- In the Mecca (1968)
- Report on Part One (1972) i Report on Part Two (1995), una autobiografia
- To Disembark (1981)
- Children Coming Home (1991)